# Кукунор

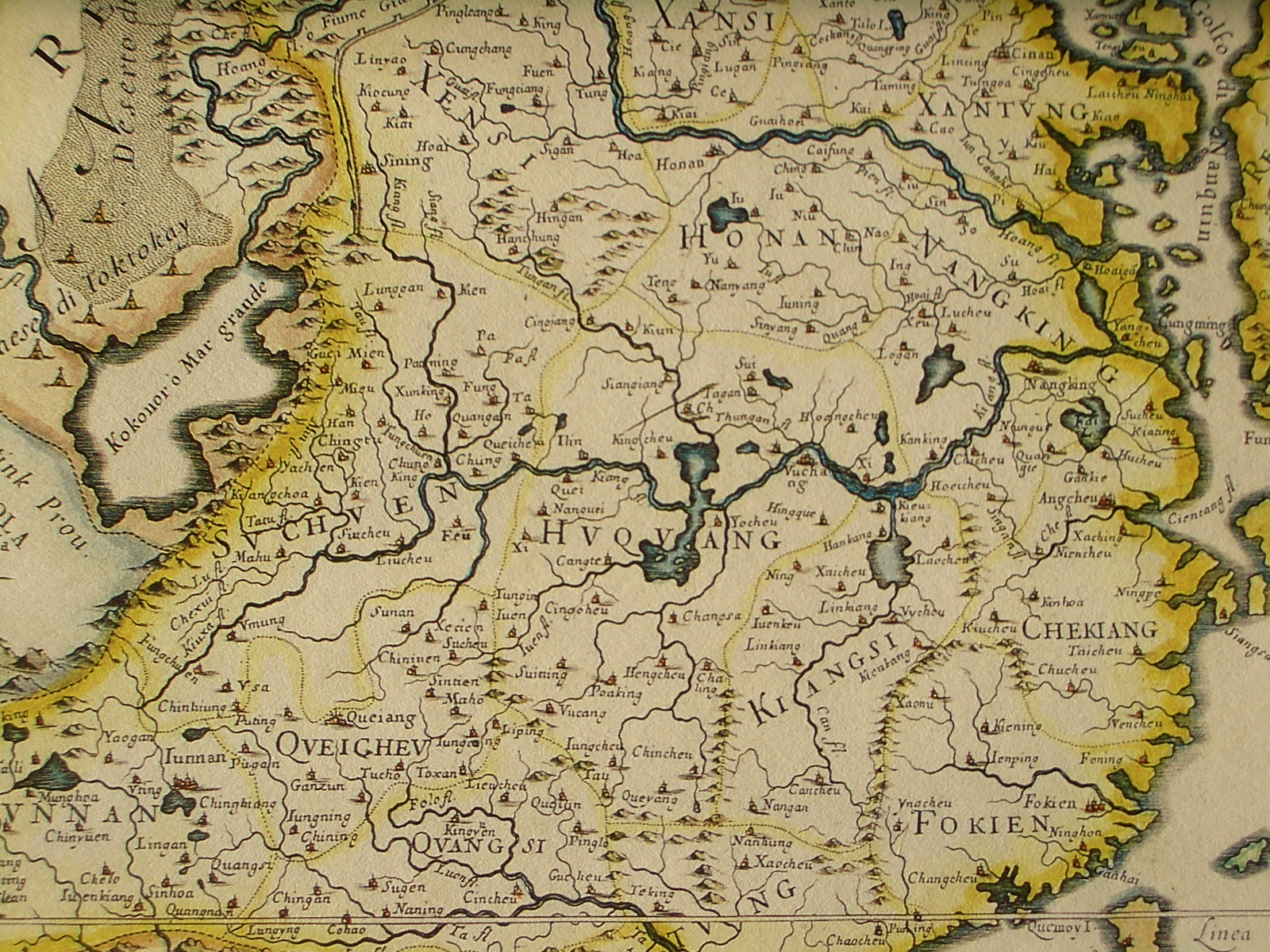
Ранние картографы часто преувеличивали размеры озера Кукунор и полагали, что оно является истоком реки Хуанхэ (карта 1682 г.).

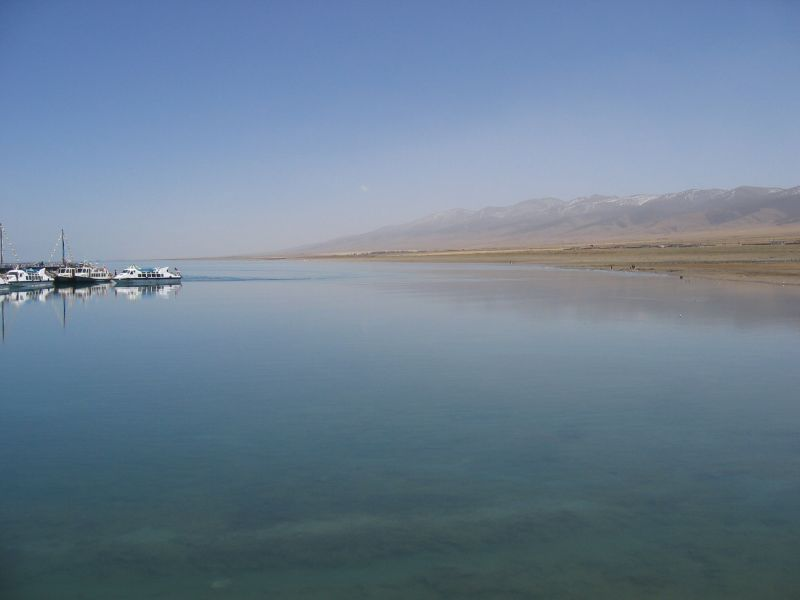
Цинхай, май 2006 г.

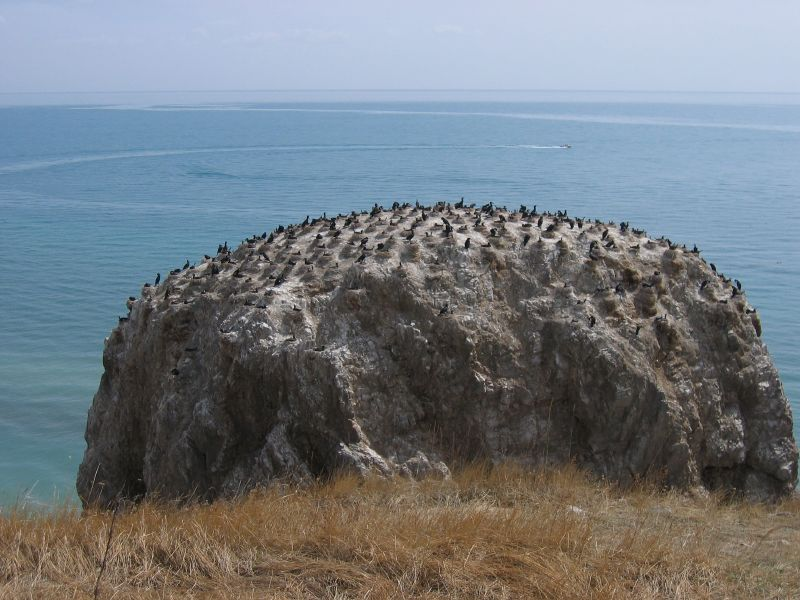
Остров птиц, озеро Цинхай.

Кукуно́р (Цинха́й, Цинхайху, Кингхай Ху) (кит. упр. 青海湖, палл. Цинхай ху, монг. Хөх нуур; тиб. མཚོ་སྔོན་པོ་, Вайли: Mtsho Sngon-po) — второе по размерам бессточное горное солёное озеро Центральной Азии после озера Иссык-Куль. Расположено в провинции Цинхай на западе Китая. Длина — около 105 км, ширина — до 65 км, площадь — около 4300—4400 км², глубина до 27 м, расположено на высоте 3195 метров и занимает центральную часть Кукунорской равнины. Недалеко от Кукунора расположены небольшие озера, некогда бывшие его частью.
Площадь озера постепенно снижалась весь XX век, с 1961 по 2004 год водная поверхность озера уменьшилась на 450 км². В 1976 году Птичий остров, расположенный когда-то в центре озера, соединился с берегом, и превратился в полуостров. Затем, в северо-западной части отделилось озеро Шадао, а в северо-восточной — озеро Хайянь. В 1998 году Китайская академия наук сообщила, что озеру вновь угрожает потеря площади поверхности из-за чрезмерного выпаса скота, мелиорации земель и естественных причин. В период с 1950-х по 1960-е годы развитие сельского хозяйства и рекультивация земель привели к уменьшению площади поверхности озера Кукунор. С 1975 года озеро управляется как национальный природный заповедник, площадь сократилась примерно на 2 % в 1987—2005 гг., а затем увеличилась примерно на 3 % в период 2005—2016 гг. Моделирование показывает, что осадки могли стать основным фактором, повлиявшим на площадь озера. 
Китайское (Цинхай, 青海), монгольское (Хух-Нур, Хөх нуур) и тибетское (Цо Нгонпо) названия означают «сине-зелёное (бирюзовое) море (озеро)».
Берега расчленены слабо; развиты древние озёрные террасы (высотой до 50 м). Дно сложено преимущественно илами. Несколько песчаных островов, в том числе остров Куйсу. В Кукунор впадают более 50 рек и ручьёв, самая водоносная из которых — Бух-Гол — образует дельту на западе озера; другие реки — Даотанхэ, Шалюхэ, Хэлигэньхэ, Уха-Алан, Ганьцзыхэ, На крупнейшие пять рек приходится 80,3 % притока, большинство впадающих водотоков являются сезонными. Уровень грунтовых вод вокруг озера находится на глубине от 4 до 7 метров ниже поверхности земли. Летнее половодье на реках обусловливает сезонные колебания уровня озера. Летом вода прогревается до 18—20 °C, с ноября по март озеро замерзает. Минерализация воды составляет 15,5 г/л, кислотность — 9,06 pH. Водится рыба, главным образом из семейства карповых.
Из европейцев Кукунор первым исследовал Н. М. Пржевальский в 1872 году.